# Persone di nome Archibald
| Questa pagina contiene informazioni ricavate automaticamente dalle voci biografiche con l'ausilio del template Bio e di un bot. L'aggiornamento è periodico e automatico e ricostruisce completamente la pagina. Se manca una persona in questa lista, sei pregato di non aggiungerla, ma accertati piuttosto che la sua voce biografica contenga il template Bio e che i dati anagrafici siano correttamente compilati. Se il template Bio manca, inseriscilo tu stesso o, in alternativa, metti l'avviso {{tmp\|Bio}} che ne segnala la mancanza. Se i dati riportati sono sbagliati, correggi direttamente la voce biografica; le modifiche saranno visibili in questa lista entro pochi giorni. Per chiarimenti vedi il progetto antroponimi. La lista contiene solo le 92 persone che sono citate nell'enciclopedia e per le quali è stato implementato correttamente il template Bio. Pagina aggiornata al 6 ago 2025. |

Questa è una lista di persone presenti nell'enciclopedia che hanno il nome Archibald, suddivise per attività principale.

## Ammiragli(1)
- Archibald Berkeley Milne, ammiraglio britannico (n. 1855 - † 1938)

## Archeologi(1)
- Archibald Henry Sayce, archeologo britannico (Shirehampton, n. 1846 - † 1933)

## Architetti(1)
- Archibald Leitch, architetto e ingegnere britannico (Glasgow, n. 1865 - Glasgow, † 1939)

## Arcivescovi anglicani(1)
- Archibald Campbell Tait, arcivescovo anglicano e teologo britannico (Edimburgo, n. 1811 - Addington, † 1882)

## Artisti(1)
- Archibald Knox, artista, designer e orafo britannico (Cronkbourne, n. 1864 - Braddan, † 1933)

## Astronomi(1)
- Archibald Warnock, astronomo statunitense

## Attori(2)
- Marshall Bell, attore statunitense (Tulsa, n. 1942)
- Arch Johnson, attore statunitense (Minneapolis, n. 1922 - Snow Hill, † 1997)

## Calciatori(11)
- Archie Brown, calciatore inglese (Birmingham, n. 2002)
- Archie Gemmill, ex calciatore e allenatore di calcio scozzese (Paisley, n. 1947)
- Archie Hunter, calciatore scozzese (Joppa, n. 1859 - Birmingham, † 1894)
- Archie Macaulay, calciatore e allenatore di calcio scozzese (Falkirk, n. 1915 - Knowle, † 1993)
- Archibald Rawlings, calciatore inglese (Leicester, n. 1891 - † 1952)
- Archie Robertson, calciatore scozzese (Busby, n. 1929 - † 1978)
- Lammie Robertson, calciatore scozzese (Paisley, n. 1947 - Macclesfield, † 2023)
- Archie Roboostoff, calciatore statunitense (Shanghai, n. 1951 - Granite Bay, † 2019)
- Archie Stark, calciatore statunitense (Glasgow, n. 1897 - Kearny, † 1985)
- Archie Strimel, calciatore statunitense (Cecil, n. 1918 - Cecil, † 1990)
- Archie Thompson, ex calciatore australiano (Otorohanga, n. 1978)

## Canottieri(1)
- Archibald MacKinnon, ex canottiere canadese (Cranbrook, n. 1937)

## Chimici(1)
- Archibald Scott Couper, chimico scozzese (Kirkintilloch, n. 1831 - Kirkintilloch, † 1892)

## Chirurghi(1)
- Archibald Menzies, chirurgo e naturalista scozzese (Weem, n. 1754 - Londra, † 1842)

## Dirigenti d'azienda(1)
- Carl Kotchian, dirigente d'azienda statunitense (Kermit, n. 1914 - Palo Alto, † 2008)

## Editori(1)
- Archibald Constable, editore scozzese (Carnbee, n. 1774 - † 1827)

## Generali(5)
- Archibald Cameron Macdonell, generale canadese (Windsor, n. 1864 - Kingston, † 1941)
- Archibald Hunter, generale britannico (Londra, n. 1856 - Londra, † 1936)
- Archibald Murray, generale britannico (Kingsclere, n. 1860 - Reigate, † 1945)
- Archibald Nye, generale britannico (Dublino, n. 1895 - Londra, † 1967)
- Archibald Wavell, I conte Wavell, generale britannico (Colchester, n. 1883 - Londra, † 1950)

## Geologi(1)
- Archibald Geikie, geologo scozzese (Edimburgo, n. 1835 - Haslemere, † 1924)

## Giocatori di curling(1)
- Archie Lockhart, giocatore di curling canadese (Caldwell, n. 1875 - Kitchener, † 1941)

## Giocatori di football americano(1)
- Arch Manning, giocatore di football americano statunitense (n. 2005)

## Giornalisti(2)
- Archibald Butt, giornalista e ufficiale statunitense (Augusta, n. 1865 - Oceano Atlantico, † 1912)
- Archibald Forbes, giornalista e patriota britannico (Cambridge, n. 1838 - † 1900)

## Grecisti(1)
- Archibald Thomas Robertson, grecista, teologo e predicatore statunitense (Chatham, n. 1863 - Louisville, † 1934)

## Hockeisti su ghiaccio(1)
- Archie Stinchcombe, hockeista su ghiaccio britannico (Cudworth, n. 1912 - Nottingham, † 1994)

## Imprenditori(1)
- Archibald Mosman, imprenditore scozzese (n. 1799 - Randwick, † 1863)

## Letterati(1)
- Archibald Colquhoun, letterato e traduttore inglese (n. 1912 - † 1964)

## Medici(4)
- Archie Cochrane, medico e epidemiologo scozzese (Galashiels, n. 1909 - † 1988)
- Archibald Edward Garrod, medico inglese (Londra, n. 1857 - Cambridge, † 1936)
- Archibald Vivian Hill, medico e fisiologo britannico (Bristol, n. 1886 - Cambridge, † 1977)
- Archibald Pitcairne, medico scozzese (Edimburgo, n. 1652 - † 1713)

## Militari(7)
- Archibald Walter Buckle, militare britannico (Chelsea, n. 1889 - Brockley, † 1927)
- Archibald Christie, militare e imprenditore britannico (Peshawar, n. 1889 - Londra, † 1962)
- Archibald Leslie-Melville, XIII conte di Leven, ufficiale e politico scozzese (n. 1890 - † 1947)
- Archibald Mathies, militare e aviatore statunitense (Stonehouse, n. 1918 - Polebrook, † 1944)
- Archibald Montgomery-Massingberd, militare e nobile britannico (Fivemiletown, n. 1871 - Spilsby, † 1947)
- Archibald Roosevelt, ufficiale statunitense (Washington, n. 1894 - Stuart, † 1979)
- David Stirling, militare britannico (Lecropt, n. 1915 - Scozia, † 1990)

## Nobili(20)
- Archibald Acheson, III conte di Gosford, nobile e politico irlandese (Markethill, n. 1806 - † 1864)
- Archibald Acheson, IV conte di Gosford, nobile irlandese (Worlingham, n. 1841 - Londra, † 1922)
- Archibald Acheson, V conte di Gosford, nobile e generale inglese (Londra, n. 1877 - New York, † 1954)
- Archibald Kennedy, XI conte di Cassilis, nobile scozzese (n. 1736 - † 1794)
- Archibald Campbell, I marchese di Argyll, nobile scozzese (n. 1607 - Edimburgo, † 1661)
- Archibald Campbell, I duca di Argyll, nobile scozzese (n. 1658 - † 1703)
- Archibald Cochrane, IX conte di Dundonald, nobile e inventore scozzese (n. 1748 - Parigi, † 1831)
- Archibald Douglas, nobile scozzese (Lanark - Castello di Tantallon, † 1557)
- Archibald Douglas, III conte di Douglas, nobile scozzese (Scozia - Scozia, † 1400)
- Archibald Douglas, IV conte di Douglas, nobile e militare scozzese (Scozia, n. 1372 - Verneuil-sur-Avre, † 1424)
- Archibald Douglas, nobile e militare scozzese (Berwick-upon-Tweed, † 1333)
- Archibald Hamilton, IX duca di Hamilton, nobile e politico scozzese (n. 1740 - Ashton Hall, † 1819)
- Archibald Hay-Drummond, XIII conte di Kinnoull, nobile e ufficiale britannico (Inghilterra, n. 1855 - Hove, † 1916)
- Archibald Kennedy, I marchese di Ailsa, nobile scozzese (n. 1770 - † 1846)
- Archibald Montgomerie, XI conte di Eglinton, nobile, militare e politico scozzese (n. 1726 - † 1796)
- Archibald Montgomerie, XIII conte di Eglinton, nobile e politico scozzese (Palermo, n. 1812 - St. Andrews, † 1861)
- Archibald Primrose, V conte di Rosebery, nobile e politico britannico (Londra, n. 1847 - Epsom, † 1929)
- Archibald Primrose, I conte di Rosebery, nobile e politico scozzese (Edimburgo, n. 1664 - † 1723)
- Archibald Primrose, IV conte di Rosebery, nobile e politico britannico (n. 1783 - † 1868)
- Archibald Seymour, XIII duca di Somerset, nobile britannico (Londra, n. 1810 - Westminster, † 1891)

## Piloti automobilistici(1)
- Archie Scott Brown, pilota automobilistico britannico (Paisley, n. 1927 - Stavelot, † 1958)

## Poeti(2)
- A. R. Ammons, poeta statunitense (Whiteville, n. 1926 - Ithaca, † 2001)
- Archibald MacLeish, poeta e drammaturgo statunitense (Glencoe, n. 1892 - Boston, † 1982)

## Politici(7)
- Archibald Acheson, II conte di Gosford, politico irlandese (Markethill, n. 1776 - † 1849)
- Fenner Brockway, politico e attivista britannico (Calcutta, n. 1888 - † 1988)
- Archibald Bulloch, politico, patriota e rivoluzionario statunitense (Charleston, n. 1730 - Savannah, † 1777)
- Archibald Campbell, VII conte di Argyll, politico e generale scozzese (n. 1575 - Londra, † 1638)
- Archibald Campbell, IX conte di Argyll, politico e militare scozzese (Dalkeith, n. 1629 - Edimburgo, † 1685)
- Archibald Campbell, III duca di Argyll, politico, avvocato e militare scozzese (Petersham, n. 1682 - † 1761)
- Archibald Napier, I Lord Napier, politico scozzese (n. 1576 - Fincastle, † 1645)

## Produttori teatrali(1)
- Archibald Selwyn, produttore teatrale statunitense (n. 1877 - Los Angeles, † 1959)

## Registi(1)
- Archie Mayo, regista e attore teatrale statunitense (New York, n. 1891 - Guadalajara, † 1968)

## Scrittori(5)
- Archibald Clavering Gunter, scrittore inglese (Liverpool, n. 1847 - New York, † 1907)
- A. J. Cronin, scrittore e medico scozzese (Cardross, n. 1896 - Montreux, † 1981)
- Archibald Gracie IV, scrittore statunitense (Mobile, n. 1859 - New York, † 1912)
- A. G. Macdonell, scrittore scozzese (Pune, n. 1895 - Oxford, † 1941)
- Grey Owl, scrittore inglese (Hastings, n. 1888 - Prince Albert, † 1938)

## Storici(2)
- Archibald Alison, storico scozzese (Kenley, n. 1792 - Possil House, † 1867)
- Archie Duncan, storico scozzese (n. 1926 - † 2017)

## Tennisti(1)
- Archibald Warden, tennista britannico (Edimburgo, n. 1869 - † 1943)

## Velocisti(1)
- Archie Williams, velocista statunitense (Oakland, n. 1915 - Fairfax, † 1993)

## Vescovi anglicani(1)
- Archibald Robertson, vescovo anglicano e teologo britannico (Sywell, n. 1853 - Oxford, † 1931)

## Wrestler(1)
- Mongolian Stomper, wrestler canadese (Carbon, n. 1936 - Knoxville, † 2016)